# Euonymus fusiformis
Euonymus fusiformis är en benvedsväxtart som beskrevs av R. N. Parker. Euonymus fusiformis ingår i släktet Euonymus och familjen Celastraceae. Inga underarter finns listade.